# Zlatin Georgiev
Zlatin Georgiev (in bulgaro Златин Георгиев?; Sofia, 22 maggio 1985) è un cestista bulgaro.

## Carriera
Ha militato dal 2003 al 2013 nel BK Levski Sofia. Dal 2007 gioca nella nazionale bulgara.

## Palmarès
- Coppa di Bulgaria: 4

Levski Sofia: 2009, 2010
Rilski Sportist: 2016, 2018
- Lega Balcanica: 1

Levski Sofia: 2009-10
- Supercoppa di Bulgaria: 1

Levski Sofia: 2023